# 帕尼普特塔拉夫马克杜姆扎德甘
帕尼普特塔拉夫马克杜姆扎德甘（Panipt Taraf Makhdum Zadgan），是印度哈里亚纳邦Panipat县的一个城镇。总人口35150（2001年）。

## 人口
该地2001年总人口35150人，其中男性19248人，女性15902人；0—6岁人口6471人，其中男3483人，女2988人；识字率50.94%，其中男性为59.90%，女性为40.08%。